# Acacia microsperma
Acacia microsperma — вид квіткових рослин з родини бобових. Ареал: Австралія (Квінсленд).

## Середовище
Росте в глинистих або неглибоких суглинистих ґрунтах над вивітреними скелями як частина відкритих лісів разом з Acacia cambagei або Eucalyptus thozetiana або іноді утворює власні щільні насадження.

## Біоморфологічна характеристика
Дерево може досягати висоти приблизно 10 метрів і має гілки від субголих до помірно волосистих, які виглядають досить лускатими. Зелені або сіро-зелені, злегка запушені та вічнозелені філодії мають лінійну форму та досить прямі, завдовжки від 7 до 14 см та вшир від 1,5 до 4 мм і мають численні нечіткі, близько паралельні жилки. Під час цвітіння утворює суцвіття, які з'являються групами від одного до чотирьох із сферичними квітковими головами діаметром від 4 до 5 мм і містять від 20 до 40 квіток золотистого кольору. Стручки нагадують нитку намистин; вони прямі, завдовжки до 6 см і вшир від 2 до 3 мм, рідко запушені. Насіння коричневого кольору має вузькоеліптичну форму, завдовжки від 2,5 до 4 мм.